# ザッハプラカット
ザッハプラカット（独: Sachplakat，英語ではオブジェクト・ポスターobject poster）は20世紀初頭のヨーロッパで興ったポスターのデザイン様式である。基本的には描写対象となる製品の写実的な表現を前面に押し出し、他の要素が抑えられたデザイン傾向を指す。日本語に敢えて訳すならば「即物的ポスター」である。
1906年のプリースター（Priester）社による同社のマッチのためのポスター・コンクールにおいて優勝した、当時18歳のリュシアン・ベアンハルト（Lucien Bernhard）による作品がその嚆矢とされている。これは2本のマッチと社名のみを暗色の背景に描いたもので、その極めてシンプルな構成が後のポスター様式の展開に大きな影響を与えた。
ドイツがその源であるが、この傾向は印刷およびドローイングの技術が高かったスイスでさらに発展をみた。1923年からの、オットー・バウムベアガー（Otto Baumberger）によるPKZ社のツイード・コートのポスターシリーズがよく知られている。これは衣服の特定の部分のクロース・アップに社名ロゴを添えたもので、写実性の高さから写真を使用していると思われることもあった。
ややあって、このような日常の事物の美を顕彰する傾向はスイス・バーゼルのデザイナーが担うようになり、この流れでザッハプラカットは1940年代から1950年代にかけてのいわゆる「スイス・スタイル」と重なるものと見られるようになった。いずれもバーゼルで活動したニクラウス・シュトークリン（Niklaus Stoecklin）、カール・ビルクハウザー（Karl Birkhauser）、ヘアバート・ロイピン（Herbert Leupin）、ドナルド・ブリュン（Donald Brun）などのデザイナーが有名である。この時期のスイスのリトグラフ印刷の技術は世界屈指のものであり、鮮明な色彩や明瞭なタイポグラフィの実現に大きく寄与したといわれる。
目をひく視覚効果とユーモアを結びつけたザッハプラカットは、歴史的にも完成度としてもリトグラフがポスター制作の主要な技術であった時代の最後を飾る潮流であったが、そのコストと印刷工程の煩雑さから間もなく姿を消すこととなった。

## 註
1. ↑  デザイン史家による解説記事